# Amezule
Die Amezule ist ein rund 19 Kilometer langer, östlicher und rechter Zufluss der Meurthe im Département Meurthe-et-Moselle. Sie entwässert generell Richtung Westen.

## Geographie

### Verlauf

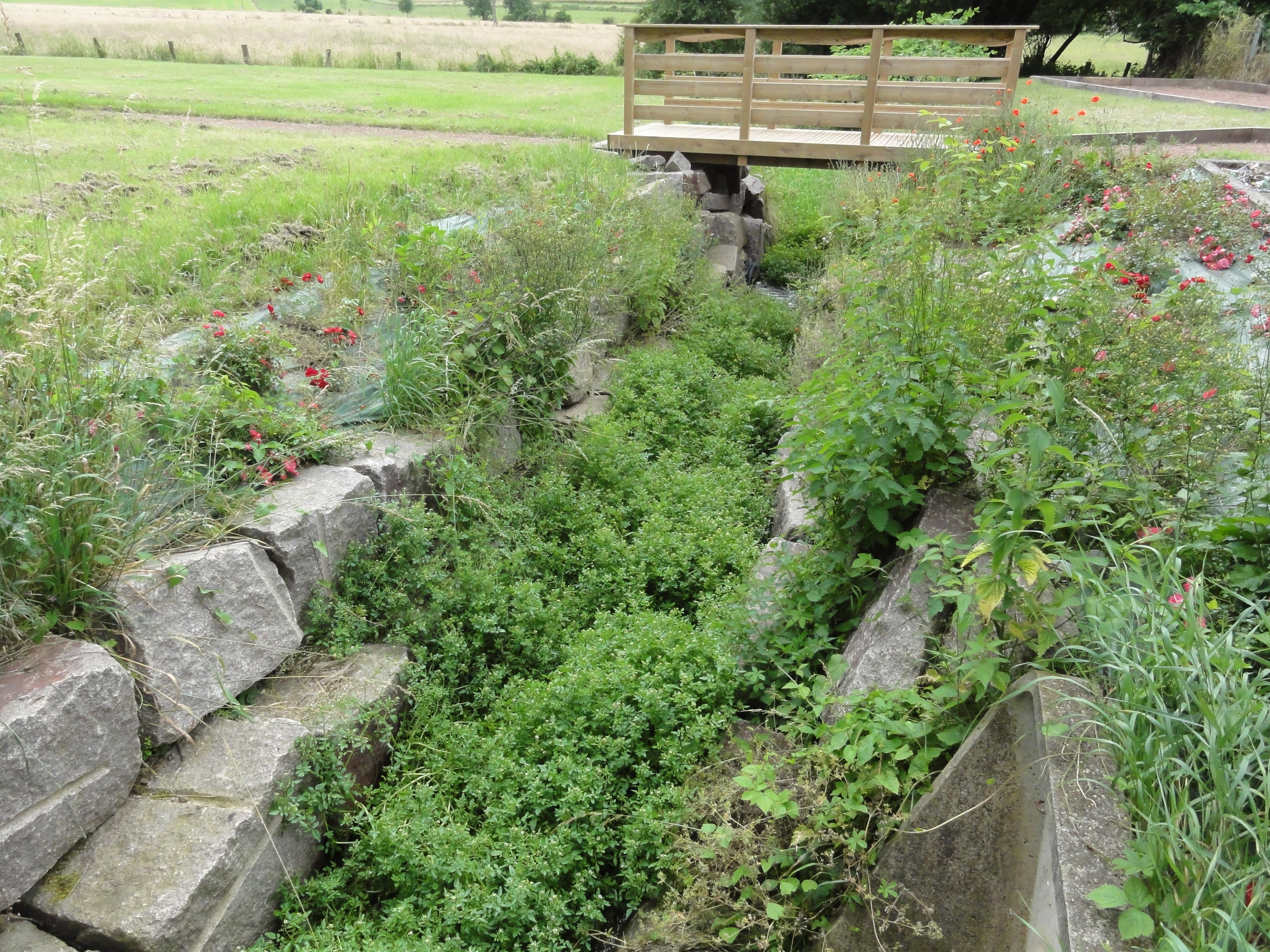
Die Quelle der Amezule bei Erbéviller-sur-Amezule.

Die Amezule entspringt auf einer Höhe von etwa 261 m in einer Wiese südöstlich der zum Gemeindeverband Seille et Grand Couronné gehörenden Gemeinde Erbéviller-sur-Amezule.
Der Bach fließt zunächst in nördlicher Richtung und teilweise unterirdisch verrohrt am Ostrand des Dorfes entlang.
Er verlässt nun Erbéviller-sur-Amezule, läuft dann begleitet von einer Straße ungefähr einen halben Kilometer in nordnordwestlicher Richtung und knickt danach scharf nach Südwesten ab.
Bei Lay-Saint-Christophe mündet der Bach schließlich auf einer Höhe von ungefähr 190 m von rechts und Osten in die aus dem Süden heranziehende Meurthe.
Der etwa 19,4 Kilometer lange Lauf endet etwa 71 Höhenmeter unterhalb der Quelle, er hat somit ein mittleres Sohlgefälle von etwa 3,7 ‰.

### Einzugsgebiet
Das 86,3 km große Einzugsgebiet der Amezule wird durch sie über die Meurthe, die Mosel und den Rhein zur Nordsee entwässert.
Es grenzt
- im Nordosten an das Einzugsgebiet der Seille, die in die Mosel mündet,
- im Osten an das des Seillezuflusses Loutre Noire,
- im Südosten und Süden an das der Roanne, die in die Meurthe mündet,
- im Südwesten an das des Meurthezuflusses Ruisseau de Grémillon,
- und im Nordwesten an das der Mauchère, ebenfalls ein Zufluss der Meurthe.

Das Einzugsgebiet im Bereich des Oberlauf ist zum großen Teil bewaldet, ansonsten dominiert Ackerland.

### Zuflüsse
Zuflüsse von der Quelle zur Mündung, die Längenangaben erfolgen noch SANDRE,
- Ruisseau de l’Etang de la Bouzule (links), 3,7 km
- Ruisseau de Voirincourt (links), 3,3 km
- Ruisseau des Etangs (rechts), 4,9 km (mit Ruisseau de Moncel 6,2 km)
- Ruisseau des Rouaux (links), 2,4 km
- Ruisseau de Gencey (rechts), 3,6 km
- Ruisseau de Chavenois (rechts), 3,8 km

### Orte am Fluss
- Erbéviller-sur-Amezule
- Champenoux
- Laneuvelotte
- Laître-sous-Amance
- Dommartin-sous-Amance
- Agincourt
- Eulmont
- Lay-Saint-Christophe